# La Main du cauchemar
Pour plus de détails, voir Fiche technique et Distribution.
La Main du cauchemar (The Hand) est un film américain réalisé par Oliver Stone et sorti en 1981. Il est adapté du roman The Lizard's Tail de Marc Brandel. Mêlant horreur et fantastique, ce second long métrage du cinéaste est un nouvel échec commercial.

## Synopsis
Dessinateur de comics, John Lansdale a la main droite arrachée à la suite d'un accident de voiture. Cette main revient le hanter pour le pousser à commettre des crimes ou est-ce sa main arrachée qui est douée de vie et se révèle être le prolongement de ses pensées ?

## Fiche technique
Sauf indication contraire, les informations mentionnées dans cette section peuvent être confirmées par les bases de données cinématographiques IMDb et Allociné,  présentes dans la section « Liens externes ».
- Titre français : La Main du cauchemar
- Titre original : The Hand
- Réalisation : Oliver Stone
- Scénario : Oliver Stone, d'après le roman The Lizard's Tail de Marc Brandel
- Musique : James Horner
- Photographie : King Baggot
- Montage : Richard Marks
- Direction artistique : Richard Tom Sawyer
- Décors : J. Michael Riva
- Costumes : Ernest Misko
- Effets spéciaux : Carlo Rambaldi
- Production : Edward R. Pressman, Bert Kamerman et Clark L. Paylow
- Sociétés de production : Orion Pictures et Warner Bros.
- Société de distribution : Orion Pictures (États-Unis)
- Pays de production :  États-Unis
- Format : Couleurs - 1,37:1 - Dolby - 35 mm
- Genre : horreur, fantastique
- Durée : 104 minutes
- Date de sortie :
  - États-Unis : 24 avril 1981[2]

## Distribution
- Michael Caine (VF : Gabriel Cattand) : Jonathan Lansdale
- Andrea Marcovicci (VF : Martine Meirhaghe)  : Anne Lansdale
- Annie McEnroe (VF : Maik Darah) : Stella Roche
- Bruce McGill (VF : Gérard Dessalle) : Brian Ferguson
- Viveca Lindfors (VF : Nadine Alari) : la doctoresse
- Rosemary Murphy (VF : Perette Pradier) : Karen Wagner
- Mara Hobel : Lizzie Lansdale
- Pat Corley : le shérif
- Nicholas Hormann (VF : Maurice Decoster) : Bill Richamn
- Ed Marshall (VF : Jean-Claude Montalban) : le docteur
- Charles Fleischer (VF : François Leccia) : David Maddow
- John Stinson (VF : Jacques Brunet) : le médecin
- Richard Altman : Hammond
- Sparky Watt : le sergent
- Tracey Walter : le policier
- Oliver Stone : Bum (caméo)

## Production

### Genèse et développement
Pour sa seconde réalisation, Oliver Stone écrit lui-même le scénario, adapté du roman The Lizard's Tail de Marc Brandel. Le film s'inspire également de films comme La Bête aux cinq doigts (1946) et Les Mains d'Orlac (1924).
Le cinéaste souhaitait que le rôle principal soit tenu par Jon Voight, mais ce dernier préféra refuser. Christopher Walken déclina également la proposition. Oliver Stone a proposé à James Brolin le rôle de Jonathan Lansdale. L'acteur a refusé car il trouvait le scénario catastrophique. Il avouera par la suite avoir regretté de ne pas avoir travailler avec Stone.
Par ailleurs, ce film marque la première collaboration entre Annie McEnroe et Oliver Stone : ils retourneront ensemble dans Wall Street (1987), Né un 4 juillet (1989), Les Doors (1991) et Entre ciel et terre (1993).

### Tournage
Le tournage s'est déroulé à Crestline, en Californie, ainsi qu'à Big Bear Lake, Big Bear Valley, Lake Arrowhead et la forêt nationale de San Bernardino, dans le comté de San Bernardino.

## Distinctions
Lors des Saturn Awards 1982, décernés par l'Académie des films de science-fiction, fantastique et horreur, Viveca Lindfors est nommée au Saturn Award de la meilleure actrice dans un second rôle en 1982. Présenté en compétition officielle au festival international du film fantastique d'Avoriaz 1982, il ne remporte aucun prix.